# Liliana Ayalde
Liliana Ayalde (Baltimore, marzo de 1956) es una diplomática estadounidense que se desempeñó como Embajadora de los Estados Unidos en Brasil y Paraguay. También ha sido Secretaria Adjunta Adjunta del Departamento de Estado de los Estados Unidos, responsable de las Oficinas de Asuntos del Caribe, Asuntos Centroamericanos y Asuntos Cubanos.

## Carrera
Tiene una licenciatura en la American University y una maestría en Salud Pública Internacional de la Universidad Tulane. Trabajó en la Agencia de los Estados Unidos para el Desarrollo Internacional, siendo en 2005 designada como Directora de la misma en Colombia. De agosto de 2008 a agosto de 2011, fue Embajadora de los Estados Unidos en Paraguay, siendo confirmada en el Senado en junio de 2008.
El 16 de julio de 2012, el Departamento de Estado anunció su ascenso a Subsecretaria Adjunta en la Oficina del Hemisferio Occidental, siendo responsable de las Oficinas de Asuntos del Caribe, Asuntos Centroamericanos y Asuntos Cubanos.
Durante su trabajo como Administradora Auxiliar Adjunta, en 2011 testificó ante el Subcomité del Senado de los Estados Unidos sobre el Hemisferio Occidental, el Cuerpo de Paz y los Asuntos Globales de Narcóticos.
El 1 de agosto de 2013, el Senado de los Estados Unidos confirmó la candidatura de Ayalde para ser embajadora de los Estados Unidos en la República Federativa del Brasil. Su reemplazo por Michael McKinley fue anunciado en junio de 2016 y confirmado por el Senado en septiembre del mismo año. Formalmente reemplazó a Ayalde el 11 de enero de 2017.